# 페어리 곤

페어리 곤(Fairy Gone)은 일본의 애니메이션이다. 도쿄 MX에서 2019년 4월부터 6월까지 제1쿨이 방영, 동년 10월부터 12월까지 제2쿨이 방영되었다.

## 줄거리
먼 옛날 요정은 '병기'였다. 이 세상에는 동물에 빙의하여 불가사의한 힘을 품은 요정이 존재하고 있었다. 그리고 요정이 빙의한 동물의 장기를 적출하여 인간에게 이식하는 것으로 요정의 분신을 출현시켜 병기로 사용할 수 있게 되었다. 요정을 전쟁의 도구로서 자유자재로 조종하는 병사들, 그들은 '요정병'이라 불렸다. 오랜전쟁이 종결되고, 그들은 그 역할을 마치고 갈 곳을 잃어버린다. 이들은 각자 정부로, 마피아로, 또는 테러리스트로, 제각각 살 길을 선택한다.
전쟁으로부터 9년의 세월이 경과했다. 주인공인 마리야는 요정과 관련된 사건을 조사, 진압하는 위법요정 단속기관 '도로테아'에 막 소속된 여자아이다.
종전이후 아직까지 불안정한 정치 정세 가운데, 전쟁의 상처와 과거를 가진 범죄자들이 나타나고 복수를 위해 테러를 일으킨다.
이것은, 무질서한 전후에 대항하는 제각각의 정의를 추구하고 싸우는 요정병들의 이야기.